# Pano Archimandrita
Pano Archimandrita (gr. Πάνω Αρχιμανδρίτα) – wieś w Republice Cypryjskiej, w dystrykcie Pafos. W 2011 roku liczyła 43 mieszkańców.